# Panlatinismus
Mit Panlatinismus (auch Panlateinismus) und Panromanismus (auch Panrumänismus) werden zwei politische Ideologien bezeichnet.

## Französisch-Mexikanischer Panlatinismus
Panlatinismus ist eine seit der Mitte des 19. Jahrhunderts (nach der Niederlage Mexikos gegen die USA und der Machtergreifung Napoleons III. in Frankreich) von den Franzosen Charles Gayarré (New Orleans), Alfred Mercier (ebenfalls Louisiana) und Michel Chevalier ausgehende nationalistische Strömung. Sie verklärte die kulturellen, religiösen und vor allem rassischen Gemeinsamkeiten vor allem Lateinamerikas und Frankreichs, weniger die zwischen Spanien, Südamerika und Frankreich. Panlatinismus steht damit im Gegensatz sowohl zum Panamerikanismus der USA als auch zum Paniberismus Spaniens bzw. der iberoamerikanischen Staaten untereinander.
Minimalziel war eine gemeinsame Abwehrhaltung gegen den zivilisatorischen Missionsdrang angloamerikanischer Kultur in Europa und den beiden „Amerikas“ sowie ein Gegengewicht zur überlegenen wirtschaftlichen Macht und zum politischen Einfluss der USA und Großbritanniens. Maximalziel sollte die Errichtung politischer Allianzen zwischen Frankreich und lateinamerikanischen Staaten bzw. einer Konföderation des Südens unter französischer Führung sein. Vor allem in Mittelamerika (und der Karibik) hätte ein mächtiges, aber von Frankreich abhängiges katholisches Reich entstehen sollen.
Die Idee der gemeinsamen kreolischen beziehungsweise lateinischen Rasse war trotz des antiken römischen Erbes, des römisch-lateinischen Katholizismus und der romanischen Sprachverwandtschaft zwar weit hergeholt, führte aber doch zur Etablierung des Begriffs Lateinamerika. Französische Siedler unter Gaston de Raousset-Boulbon im mexikanischen Sonora gegen nordamerikanisches Vordringen (ab 1853), das Aufgreifen der Ideologie durch den mexikanischen Liberalen Ignacio Ramírez (ab 1855) und die gemeinsame Intervention mit Spanien in Amerika (ab 1861) waren weitere hoffnungsvolle Ansätze.
Politisch jedoch scheiterte das Konzept am massiven Widerstand der USA bzw. mit der Niederlage der von Frankreich unterstützten Südstaaten im US-Bürgerkrieg (1865), dem von den USA erzwungenen französischen Rückzug aus Mexiko und der Niederlage des dort installierten Kaisertums Maximilians I. (1867). Die Niederlage Frankreichs gegen Deutschland (1871) führte schließlich zum Untergang des französischen Kaisertums selbst. Auch bei der (mit französischer Hilfe geeinten) „kleinen“ lateinischen „Schwester“ Italien stieß die französische Hegemonialpolitik auf Ablehnung und führte (1881) zum deutsch-italienischen Bündnis (Dreibund). Dennoch griff später Benito Mussolini das Ideal der „lateinischen Rasse“ wieder auf, zwar gegen Frankreich, zumindest doch aber mit Franco-Spanien als Juniorpartner und Ausläufern bis zur italienischen Minderheit in Südamerika und den romanischsprachigen Minderheiten in Griechenland (Wlachen).
In Lateinamerika hingegen entwickelte sich aus dem Panlatinismus ein machtvoller kreolischer Patriotismus (La Raza) gegen die von den USA ausgehende Amerikanisierung Mexikos, aber auch innerhalb der USA (Latinos, Hispanics). Der Begriff Pankreolismus bezieht sich auf die lateinamerikanische Musik. Der multinationale TV-Sender teleSUR gilt zwar als panlatinisch, ist jedoch eher iberoamerikanisch.

## Rumänischer Panromanismus
Panromanismus ist demgegenüber eine nationalistische und machtpolitische Staatsideologie Rumäniens zum Zwecke der kulturellen Einheit rumänischer Walachen und Moldauer, möglichst auch mit anderen sehr eng verwandten balkanromanischen Völkern (Aromunen, Meglenorumänen und Istrorumänen).
Im Bestreben um seine Einheit stand Rumänien Mitte des 19. Jahrhunderts zunächst unter der Protektion des französischen Kaisers. Wie der Panlatinismus gegenüber dem angloamerikanischen Kulturimperialismus, so stellte der Panromanismus eine deutliche Abgrenzung gegenüber den Einflüssen der österreichisch-ungarischen und slawisch-türkischen Nachbarn dar, z. B. gegenüber russisch-bulgarischem Panslawismus bzw. Panrussismus. Bukarests Betonung des Panromanismus legt den Schwerpunkt zwar auf die Abstammung von den Romanen (Römern) und Sprachverwandtschaft, grenzt sich jedoch vom lateinischen Ritus des Christentums ab, die meisten Balkanromanen sind bis heute christlich-orthodox.
Mit dem Zusammenbruch der Sowjetunion 1991 kamen auch Bestrebungen zum Anschluss der Moldau wieder auf (siehe auch: Bewegung zur Vereinigung von Rumänien und Moldau) und stellen Rumäniens Nachbarland bis heute im Konflikt mit den slawischen Minderheiten (Transnistrienkonflikt) vor die Zerreißprobe. Dieser Konflikt ist somit zu einem großen Teil das Resultat des Aufeinandertreffens von Panslawismus und Panromanismus.

## Panromanisch
Als Panroman bzw. Panromanisch oder Universal bzw. Unial wird aber auch eine 1903 von Heinrich Molenaar konstruierte, dem Esperanto entlehnte Kunstsprache bezeichnet. Sie ist wieder mehr dem Französischen angelehnt, blieb aber kaum beachtet bzw. wurde vom Ido verdrängt. Panroman hat einen kürzeren und einheitlicheren Wortschatz, dagegen fehlt Klarheit in der Wortbildungslehre, und die eher deutsche Schreibweise disharmoniert mit dem vorwiegend romanischen Wortschatz.
Die heute am weitesten verbreitete romanische Plansprache ist Interlingua, welche von 1924 bis 1951 von den Sprachwissenschaftlern der International Auxiliary Language Association (IALA) entwickelt wurde.
Der panromanische Wortschatz (seltener auch: Panlateinisch) wiederum ist die Gesamtheit der gemeinsamen oder ähnlichen Worte oder Wortstämme aller romanischen und vergleichbar beeinflussten europäischen Sprachen (Eurokomprehension).